# Det klaraste lyset
Det klaraste lyset è il singolo di debutto della cantante norvegese Julie Dahle Aagård, pubblicato nel 1997 su etichetta discografica Norske Gram.

## Tracce
1. Det klaraste lyset – 3:36

## Classifiche
| Classifica (1997) | Posizione massima |
| ----------------- | ----------------- |
| Norvegia          | 18                |